# Oleh Makhnitsky
Oleh Ihorovych Makhnitskyi (ukrainien : Олег Ігорович Махніцький, également connu sous le nom en russe de Oleg Makhnitski), né le 15 mars 1970 à Lviv en République socialiste soviétique d'Ukraine est un politicien et avocat ukrainien, membre du parti d'extrême droite Svoboda (initialement appelé « Parti Social-Nationaliste d'Ukraine » (SNPU)).
À partir du 22 février 2014, il est le représentant de la commission parlementaire pour la supervision du procureur général d'Ukraine, jusqu'à 18 juin de la même année.